# فهرست آثار ملی استان کهگیلویه و بویراحمد

موقعیت استان کهگیلویه و ویراحمد در کشور

استان کهگیلویه و بویراحمد یکی از استان‌های ایران است که مرکز آن، شهر یاسوج می‌باشد. این استان با مساحتی حدود ۱۶ هزار و ۲۴۹ کیلومتر مربع، در امتداد رشته کوه‌های زاگرس قرار دارد که از شمال به چهارمحال و بختیاری، از غرب به خوزستان، از جنوب به بوشهر و از شرق به استان فارس و استان اصفهان محدود می‌شود.
۴۱۲ اثر از این استان در فهرست آثار ملی ایران ثبت شده است. شهرستان کهگیلویه با ۲۱۸ اثر و گچساران با ۱٠۹ اثر بیشترین آثار ثبت شده را در این استان دارند.(تا فروردین سال ۱۴٠۳)

## آثار ثبت‌شده

### شهرستان بهمئی
| ردیف | نام اثر                      | نگاره          | دیرینگی           | موقعیت                                                                           | شمارهٔ ثبت | تاریخ ثبت  | منبع  |
| ---- | ---------------------------- | -------------- | ----------------- | -------------------------------------------------------------------------------- | --------- | ---------- | ----- |
| ۱    | محوطه تنگ دهک                | بارگذاری تصویر | قرون میانه اسلامی | شهرستان کهگیلویه، بخش بهمنی، دهستان بهمئی شمالی، ۷۰۰م شمال غرب روستای ده مورد    | ۱۲۰۹۱     | ۱۳۸۴/۰۴/۱۲ | [ ۲ ] |
| ۲    | محوطه کره تول‌هادی            |                | قرون میانه اسلامی | شهرستان کهگیلویه، بخش بهمئی، دهستان بهمئی شمالی، ۱ک م شمال غرب روستای چشمه امیری | ۱۲۰۹۲     | ۱۳۸۴/۰۴/۱۲ |       |
| ۳    | محوطه کلگه کل علی حسین       |                | قرون اولیه اسلامی | شهرستان کهگیلویه، بخش مرکزی، دهستان بهمئی جنوبی، ۴ک م جنوب روستای قبر قیصر       | ۱۲۰۹۳     | ۱۳۸۴/۰۴/۱۲ |       |
| ۴    | نقش‌برجسته سنگ اول تنگ سروک   |                | الیمایی           | شهرستان بهمئی، بخش مرکزی، روستای سروک، کیلومتری ۱۲ جاده ارتباطی لیکک به ممبی     | ۱۹۹۴۳     | ۱۳۸۶/۰۸/۲۲ |       |
| ۵    | نقش‌برجسته سنگ چهارم تنگ سروک |                | الیمایی           | شهرستان بهمئی، بخش مرکزی، روستای سروک، کیلومتری ۱۲ جاده ارتباطی لیکک به ممبی     | ۱۹۹۴۶     | ۱۳۸۶/۰۸/۲۲ |       |
| ۶    | نقش‌برجسته سنگ سوم تنگ سروک   |                | الیمایی           | شهرستان بهمئی، بخش مرکزی، روستای سروک، کیلومتری ۱۲ جاده ارتباطی لیکک به ممبی     | ۱۹۹۴۷     | ۱۳۸۶/۰۸/۲۲ |       |
| ۷    | نقش‌برجسته سنگ دوم تنگ سروک   |                | الیمایی           | شهرستان بهمئی، بخش مرکزی، روستای سروک، کیلومتری ۱۲ جاده ارتباطی لیکک به ممبی     | ۱۹۹۴۸     | ۱۳۸۶/۰۸/۲۲ |       |